# Harbai
Harbai (* unbekannt; † um 1330) war Negus Negest (Kaiser) von Äthiopien. Einigen Aufzeichnungen zufolge war er ein Mitglied der Zagwe-Dynastie. Er gilt als Stammvater der Könige der äthiopischen Provinz Lasta.
Über seine Herrschaft ist wenig bekannt. E. A. Wallis Budge gibt einen Zeitraum von 20 Jahren an und schreibt, dass Mairari um 1330 starb.